# حمام محله میون
حمام محله میون مربوط به دوره قاجار است و در شهرستان شیراز، بخش زرقان، شهر زرقان، خیابان مطهری، خیابان حاج رحیمی، جنب مسجد ولی عصر واقع شده و این اثر در تاریخ ۳۰ بهمن ۱۳۸۶ با شمارهٔ ثبت ۲۰۹۰۷ به‌عنوان یکی از آثار ملی ایران به ثبت رسیده است.